# Helga Radtke
Helga Radtke (ur. 16 maja 1962 w Sanitz) – niemiecka lekkoatletka specjalizująca się w skoku w dal, a w końcowym okresie kariery również w trójskoku, uczestniczka letnich igrzysk olimpijskich w Barcelonie (1992), halowa mistrzyni świata z Paryża (1985) w skoku w dal. Do 1990 r. reprezentantka Niemieckiej Republiki Demokratycznej.

## Sukcesy sportowe
- mistrzyni NRD w skoku w dal – 1989[1]
- dwukrotna halowa mistrzyni NRD w skoku w dal – 1985, 1990[2]
- dwukrotna mistrzyni Niemiec w trójskoku – 1993, 1994[3]
- dwukrotna halowa mistrzyni Niemiec w trójskoku – 1993, 1994[4]
- 1979 – Bydgoszcz, mistrzostwa Europy juniorów – złoty medal w skoku w dal[5]
- 1983 – Budapeszt, halowe mistrzostwa Europy – srebrny medal w skoku w dal
- 1984 – Praga, zawody Przyjaźń-84 – srebrny medal w skoku w dal
- 1985 – Paryż, światowe igrzyska halowe – złoty medal w skoku w dal
- 1986 – Stuttgart, mistrzostwa Europy – brązowy medal w skoku w dal
- 1986 – Madryt, halowe mistrzostwa Europy – srebrny medal w skoku w dal
- 1987 – Indianapolis, halowe mistrzostwa świata – srebrny medal w skoku w dal
- 1990 – Split, mistrzostwa Europy – brązowy medal w skoku w dal
- 1990 – Glasgow, halowe mistrzostwa Europy – dwa medale: srebrny w trójskoku oraz brązowy w skoku w dal
- 1992 – Genua, halowe mistrzostwa Europy – brązowy medal w trójskoku

## Rekordy życiowe
- skok w dal – 7,21 – Drezno 26/07/1984
- trójskok – 14,46 – Erfurt 03/07/1994
- skok w dal (hala) – 7,09 – Berlin 24/02/1985 (8. wynik w historii)
- trójskok (hala) – 14,05 – Dortmund 26/02/1994[6]